# Justizpalast (Brüssel)
Der Justizpalast von Brüssel (französisch Palais de Justice de Bruxelles, niederländisch Justitiepaleis van Brussel) ist das bedeutendste Gerichtsgebäude Belgiens. Es wurde zwischen 1866 und 1883 nach Plänen des Architekten Joseph Poelaert im Stil des eklektizistischen Historismus in der belgischen Hauptstadt Brüssel errichtet und war der größte Justizpalast des 19. Jahrhunderts.

## Bedeutung
Zu dieser Zeit wurden in Europa zahlreiche monumentale Paläste für die obersten Gerichtshöfe erbaut, die konzeptionell dem Vorbild des Pariser Palais de Justice nachempfunden waren. Der Brüsseler Justizpalast nahm hierbei eine Vorreiterrolle ein. Bereits wenige Jahre nach der Gründung Belgiens im Jahr 1831 wurde mit den Planungen begonnen.
Der Bau sollte ein Symbol für die Rechtsstaatlichkeit des neuen Staatsgebildes sein. Er versinnbildlicht zudem die Größe des vereinten Belgiens und gilt als belgisches Nationalsymbol. Auch wenn oft behauptet wird, dass die Finanzierung zu großen Teilen aus der Ausbeutung der Kongokolonie stammten, liegt der Beschluss für den Bau vor der Thronbesteigunge Leopolds II. und seine Fertigstellung vor der Inbesitznahme des Kongo-Beckens infolge der Kongokonferenz. Die Gesamtbaukosten werden auf rund 46,5 Millionen Goldfrank geschätzt, das entspricht etwa 497.500 Feinunzen Gold.
Das Gebäude nahm sämtliche Justizbehörden Brüssels auf, darunter auch den obersten Gerichtshof Belgiens. Der Justizpalast prägt das Stadtbild aufgrund seiner Größe und der exponierten Lage auf dem Galgenberg am Übergang zwischen Ober- und Unterstadt. Eine über hundert Meter hohe Kuppel unterstreicht den monumentalen Charakter. Vergleichbare Projekte entstanden in Wien, München oder Rom. In Größe und Monumentalität blieb der Justizpalast in Brüssel allerdings unübertroffen.
Das Gerichtsgebäude beherbergt heute den belgischen Kassationshof.
Das Bauwerk wurde im Jahr 2008 von der belgischen Regierung als Kandidat für das UNESCO-Weltkulturerbe vorgeschlagen.

## Weblinks

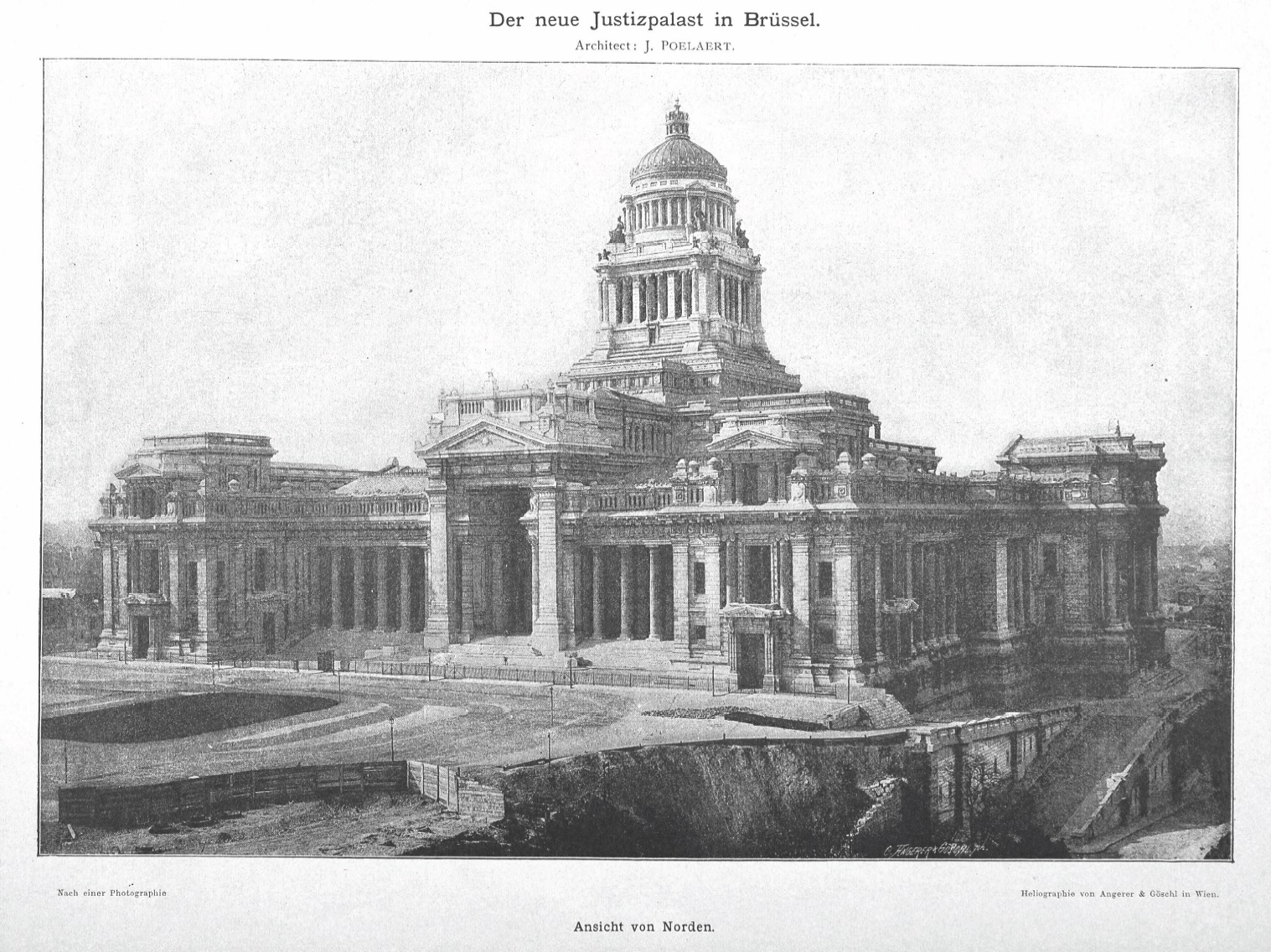
Ansicht von Norden, 1881 kurz vor der Fertigstellung

## Architektur

Grundriss vom Erdgeschoss (nach F. Wellens, 1881)

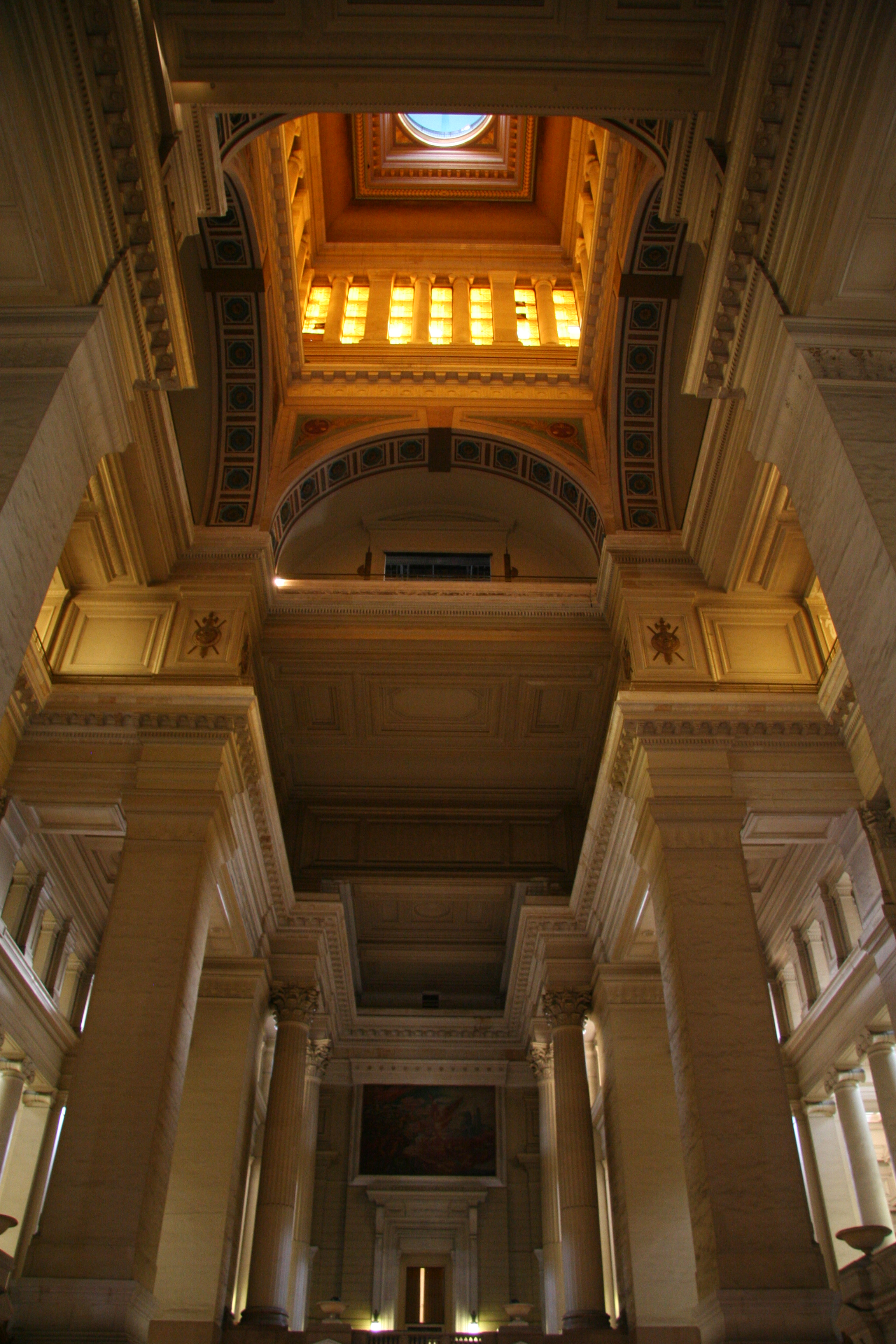
Innenansicht des Kuppelsaals

Der rechteckige Grundriss ist 160 Meter lang und 150 Meter breit.
Die eindrucksvolle Empfangs- und Verteilerhalle (Salle des pas perdus), in die man beim Betreten des Gebäudes durch den Haupteingang sogleich gelangt, ist einschließlich der Galerien und Treppenaufgänge 3.600 Quadratmeter groß und 97,5 Meter hoch. Der Fußboden ist im Zentrum mit einem großen Windrosenmosaik geschmückt.
Die imposante Kuppel erhebt sich in knapp 98 Metern Höhe auf dem zentralen Turmaufbau und verleiht dem Gebäude eine Gesamthöhe von rund 116 Metern; andere Quellen nennen 104 Meter oder 142 Meter. Die unterschiedlichen Angaben können aus Abweichungen der Messmethoden oder des Ausgangsniveaus resultieren. Bedingt durch die Hanglage auf dem Hügel befindet sich der Haupteingang mehr als 20 Meter höher als der Eingang auf der Westseite des Gebäudes. Nachdem die Kuppel am 3. September 1944 von deutschen Besatzern in Brand gesteckt worden war, musste sie nach dem Krieg neu aufgebaut werden. Die Form wurde dabei leicht verändert und die Kuppel ist seitdem um 2,5 Meter höher als zuvor. Auf der Kuppelspitze befand sich bis 2002 eine 17 Meter hohe Funkantenne.
Das Gebäude besitzt acht Innenhöfe, 27 Gerichtssäle und 245 weitere Räume. Getragen wird es teilweise von einer innenliegenden Stahlkonstruktion, damals eine technische Innovation.
Mit einer Fläche von 26.000 m² ist der Brüsseler Justizpalast deutlich größer als der Petersdom in Rom, erreicht aber nicht dessen Kuppelhöhe.

## Ärger der Anwohner
Damit die Pläne verwirklicht werden konnten, mussten die Bewohner im Jahr 1867 den historischen Brüsseler Altstadtbezirk Bovendael räumen. Viele wütende Bürger machten den Architekten Joseph Poelaert persönlich dafür verantwortlich und gaben ihm den Hassnamen „schieven architek“. Das Wort „schiev“ (etwa: schimpflich, schändlich) soll eines der gröbsten Schimpfwörter im Dialekt der Marolles gewesen sein.

## Zustand
Der Brüsseler Justizpalast gilt als marode und ist seit Jahren als Problembau bekannt. Der Kuppelturm ist seit 40 Jahren eingerüstet. Zahlreiche Säle sind aufgrund von Bauschäden nicht mehr nutzbar, mehrere Justizabteilungen haben den Bau verlassen und sind in Neubauten umgezogen. Seine Erhaltung als belgisches Nationalsymbol ist politisch umstritten.